# Nokia France
Nokia France, nom commercial de Nokia Networks France et d'Alcatel-Lucent SAS,,, est une entreprise française filiale du groupe finlandais Nokia, issue du rachat d'Alcatel-Lucent finalisé en 2016.
Le 15 avril 2015, Nokia annonce l'acquisition d'Alcatel-Lucent en échange de ses propres titres pour 15,6 milliards d'euros. Cette opération s'achève en novembre 2016 par la radiation de l'action Alcatel-Lucent de la Bourse de Paris.
Au moment de l'achat, Michel Combes explique que les équipes françaises joueront « un rôle primordial » : « Le pilotage mondial de l’innovation et de la recherche se fera depuis la France », détaille-t-il. « Ce projet va même renforcer l’emploi en France ». Selon lui, 500 emplois vont être créés dans la recherche et développement en plus des 2 000 qui existent déjà en France.
Depuis 2022, son siège est situé à Massy, dans le quartier Atlantis, en Essonne, au sein de locaux appartenant à la Société de la Tour Eiffel (STE),.
Filiales rattachées :
- Radio Frequency Systems (RFS)
- Nokia Bell Labs France
- Nuage Networks

## Identité visuelle (logo)

Logo d'Alcatel-Lucent International de 2006 à 2016.
Logo de Nokia Networks France (Alcatel-Lucent International) depuis novembre 2016.
Logo de Nokia France.

## Histoire

### 2015: rachat d'Alcatel-Lucent par Nokia Corporation
En avril 2015, le géant finlandais des télécommunications Nokia annonce un projet de rachat d'Alcatel-Lucent. Il se fera par le biais d'échanges d'actions : 0,55 action Nokia contre 1 action Alcatel-Lucent. Au cours de l'action Nokia le 15 avril 2015, le groupe Alcatel-Lucent est valorisé à 15,6 milliards d'euros.
Le 18 novembre 2015, Nokia lance une OPE sur Alcatel-Lucent. Le 7 janvier 2016, Nokia annonce détenir 76,31 % du capital d'Alcatel-Lucent. Le 14 janvier 2016, Nokia rouvre son offre sur le capital d'Alcatel-Lucent jusqu'au 3 février 2016 dans l'objectif d'acquérir au moins 95 % des actions et de pouvoir retirer le titre du marché boursier ; seulement 91,25 % du capital est apporté lors de la clôture de cette offre le 5 février 2016.
À la mi-juin 2016, Nokia a acquis plus de 95 % des droits de vote et du capital, lui permettant d'initier une offre publique de retrait auprès de l'AMF pour une finalisation prévue courant octobre 2016. Alcatel-Lucent devient une simple filiale de Nokia.
Le 2 novembre 2016, l'action d'Alcatel-Lucent est radiée de Euronext Paris à la suite de l'offre publique de retrait. Les activités réseaux, recherches et développement d'Alcatel-Lucent sont désormais intégrées à Nokia Networks France.
En 2016, selon Marc Rouanne, responsable de l'innovation du groupe, basé à Nozay/Villarceaux, et les engagements de 2015, la France devrait être l'un des pivots de la stratégie d'innovation de Nokia. Cela se traduirait par la création de 500 nouveaux postes de chercheurs (pour passer à 2.500 en 2019), dont 300 réservés à des jeunes diplômés. L'activité de R&D en France sera concentré sur deux sites, ceux de Lannion et de Nozay/Villarceaux. Les équipes se focaliseront notamment sur la recherche dans la 5G, la cybersécurité ou les « small cells», micro-cellules. Une nouvelle antenne des Bell Labs sera créée à Lannion. 
À aucun moment, il n'a été envisagé l'usage du décret no 2014-479 en date du 16 mai 2014 qui étend, en particulier, aux télécommunications les pouvoirs du décret no 2005-1739, donnant la possibilité au gouvernement de mettre un véto sur des investissements étrangers qui portent atteinte aux intérêts stratégiques de la France,,,.
Le 5 février 2019, la filiale française de Nokia Networks (Alcatel-Lucent International) est fusionnée avec Nokia Solutions and Networks France et cette dernière est dissoute.
En janvier 2020, pour le déploiement de la 5G en France, les politiques des opérateurs de télécommunications commencent à ce préciser, Orange choisit Nokia pour 40 % de son réseau (Ericsson  pour les 60 % complémentaires). Les deux équipementiers étaient déjà ses fournisseurs pour les générations précédentes de réseaux mobiles. Free a annoncé un accord stratégique avec Nokia, son fournisseur historique. SFR et Bouygues Telecom, qui ont chacun une moitié de leurs réseaux actuels équipés par Huawei, réservent leurs choix.

### 2020: suppressions de postes
Le 22 juin 2020, Nokia annonce la suppression de 1 233 postes, un tiers des effectifs actuels, au sein de sa filiale française Alcatel-Lucent International (Nokia France),,. Le groupe précise que ces suppressions de postes portent sur les activités de recherche et développement (R&D) et aussi sur les fonctions centrales sur les sites de Paris-Saclay et de Lannion.

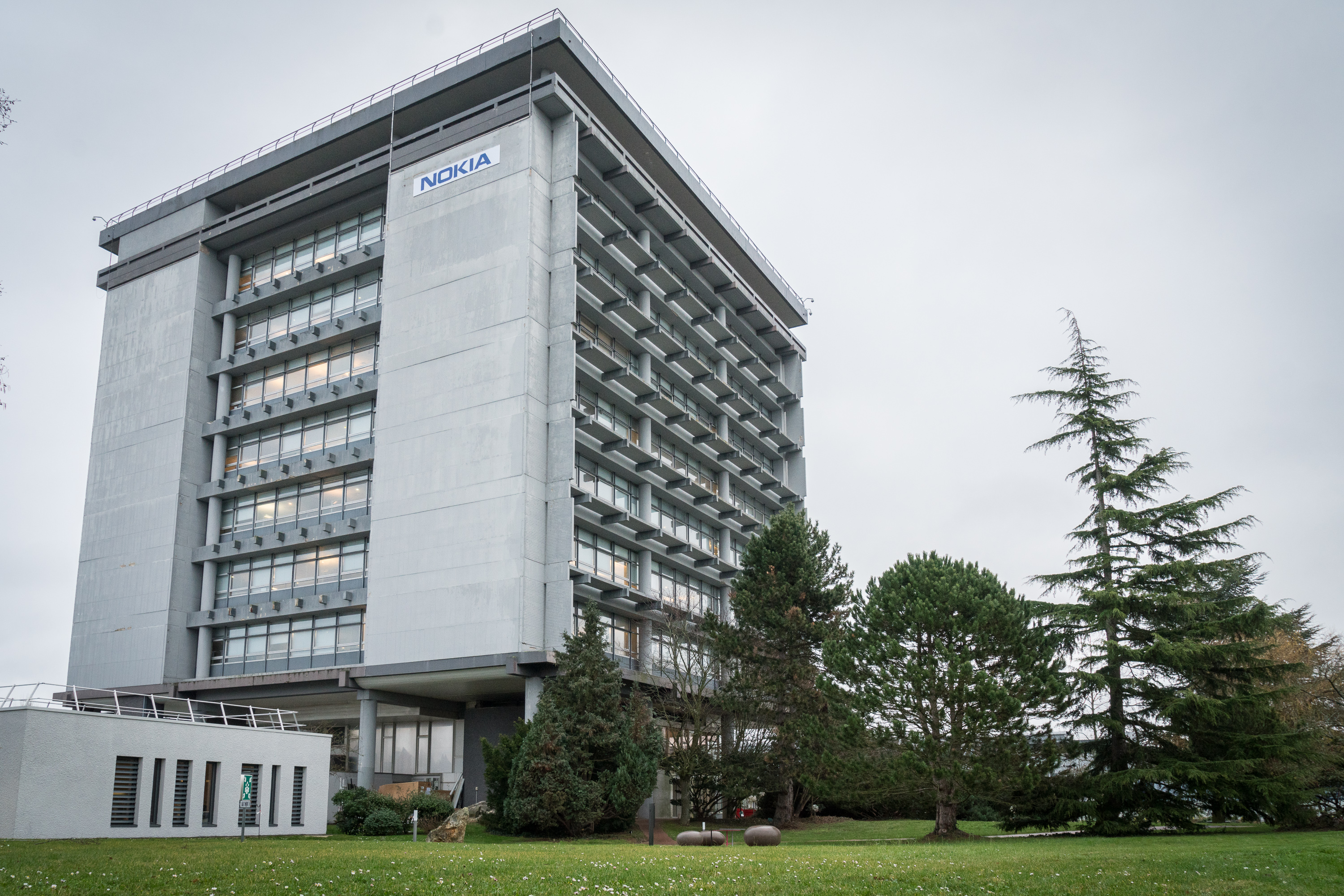
Site principal du groupe à Nozay-Villarceaux, Paris-Saclay.

Les filiales françaises Radio Frequency Systems, Nokia Bell Labs France et Alcatel Submarine Networks ne sont pas concernées par ces suppressions,.
« La France restera un pôle de R&D déterminant au sein de Nokia, principalement autour du développement des technologies 5G et de la transmission par faisceaux hertziens, ainsi que dans la recherche avancée avec Bell Labs », a déclaré Thierry Boisnon, Président de Nokia en France.
Entre 3 500, selon la police, et 5 000 personnes, selon la CFDT, ont manifesté 4 juillet 2020 en fin de matinée à Lannion (Côtes-d'Armor) contre la suppression de 402 emplois sur le site de Nokia. En dix ans, c’est le 13e plan social que subit l'entreprise. Pour les centrales syndicales, le plan mènera inéluctablement à terme à la disparition du site de Lannion, mais aussi à la disparition de Nokia du paysage industriel français. Avec le crédit d'impôt recherche (CIR) auquel le géant des télécoms a eu recours, « un ingénieur français ne coûte pas plus cher qu’un ingénieur chinois ».
Le mercredi 8 juillet 2020, une nouvelle manifestation se tient à Paris. Les salariés dont une bonne partie venus de Lannion, ont défilé  contre la suppression prévue des emplois en France. Opposés à ce plan de la direction, les représentants syndicaux mettent en avant les engagements non respectés, les soutiens financiers reçus de l'état français, et le ciblage de la recherche et développement (R&D),.
Selon un rapport du Syndex de juin 2020, Nokia utilise à plein, le crédit d'impôt recherche, l'optimisation fiscale, et licencie en France après avoir touché les aides d'état pour les entreprises destinées à soutenir l'emploi en France y compris celui des plus qualifiés faisant de la recherche et développement dans le domaine de pointe des Telecom, 5G, et génération suivante.
(273 millions de crédit d’impôt recherche touchés depuis 2015, 39 millions d’impôts sur les bénéfices évités en trois ans).
En tant que filiale du groupe Nokia, Nokia France ne dispose d'aucune autonomie de gestion, la politique suivie est définie par les choix de la multinationale Nokia dont le siège social se trouve en Finlande (en 2019, l'activité réseau représente 78 % du CA du groupe, la France enregistre 5,8 % de l'activité du groupe : 1,229 milliard d'euros).
Selon la Haute Autorité pour la Transparence de la Vie Publique (HATVP), parmi les 2 200 représentants d’intérêts inscrits sur le registre public pour 2019, 167 entreprises ou associations ont été mises en avant pour non-déclaration dont Nokia (Networks) France .
Le 3 septembre 2021, Thierry Boisnon démissionne de la direction générale de Nokia en France. Il est remplacé par Pierre-Gaël Chantereau. Une fusion entre les filiales françaises de la multinationale finlandaise Nokia Bell Labs France et Alcatel-Lucent International (Nokia France) serait à l'étude chez Nokia.
En juin 2022, un jugement du tribunal administratif de Paris donne droit aux représentants syndicaux CFE-CGC et CGT « d'accéder aux lettres d'engagements négociés avec l'État français lors du rachat d'Alcatel-Lucent en 2016 » par Nokia. Ce qui devrait permettre de vérifier les contreparties sur l'emploi contenues dans l'accord en dépit du secret des affaires allégué.

### 2024: Alcatel Submarine Networks cédée à l'État
Annoncé le 27 juin 2024, L’état français a signé une promesse d'achat pour acquérir 80% d'Alcatel Submarine Networks, l'ancienne division de câbles sous-marins d'Alcatel détenue par Nokia.

### 2025: Démantèlement de sites historiques

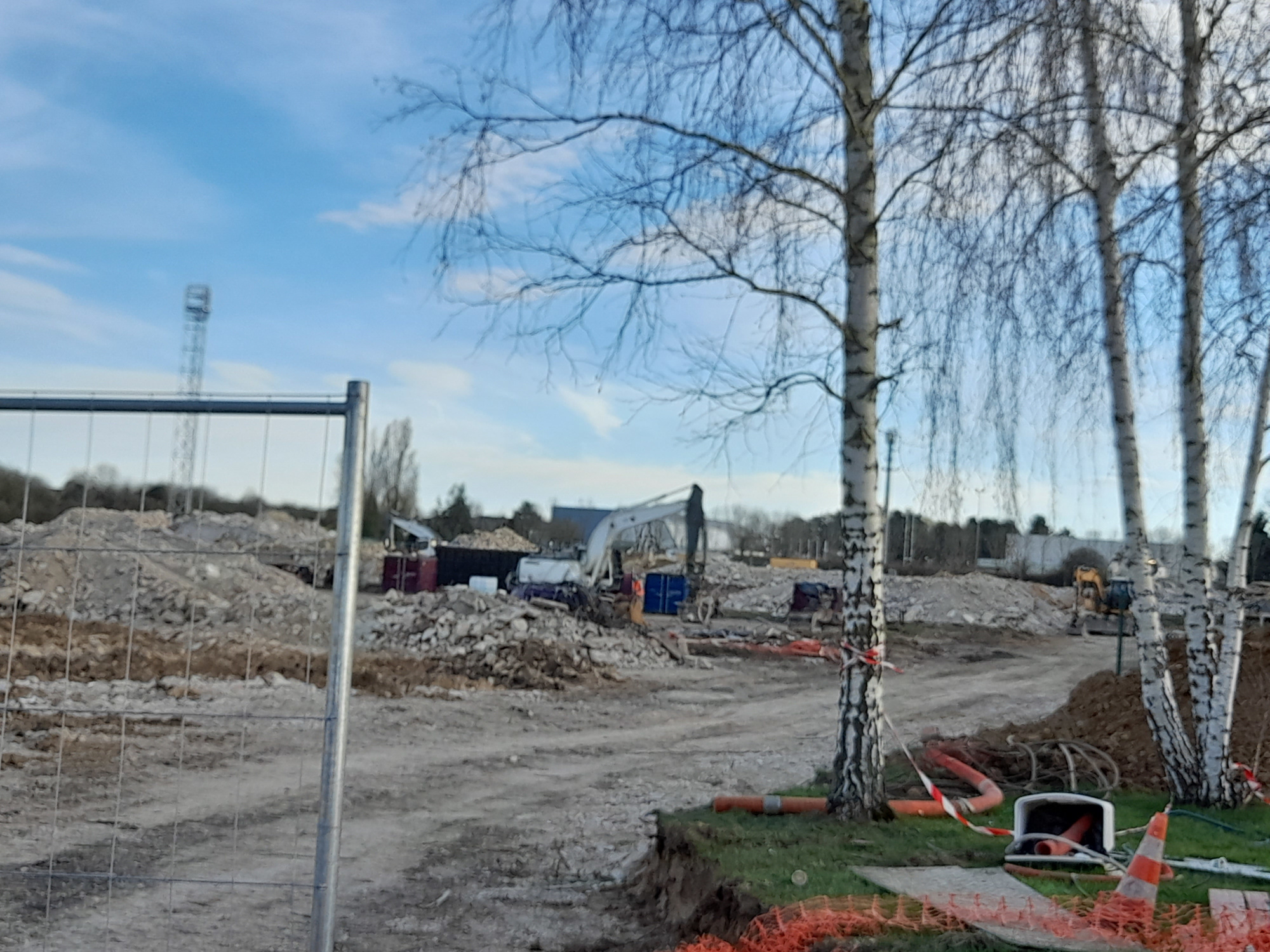
Démantèlement du site historique de Nozay-Villarceaux : emplacement des laboratoires Laplace et Shannon

En avril 2023, après la transformation de l’ancien site industriel et de recherches d’Alcatel à Marcoussis en campus de data centers, le groupe Data4, opérateur et investisseur français sur le marché des data centers,  annonce l’acquisition du siège de Nokia France anciennement Alcatel-Lucent et Alcatel, situé à Nozay-Villarceaux (Essonne). Le groupe prévoit d’investir sur ce site  près d’un milliard d’euros d’ici 2030.

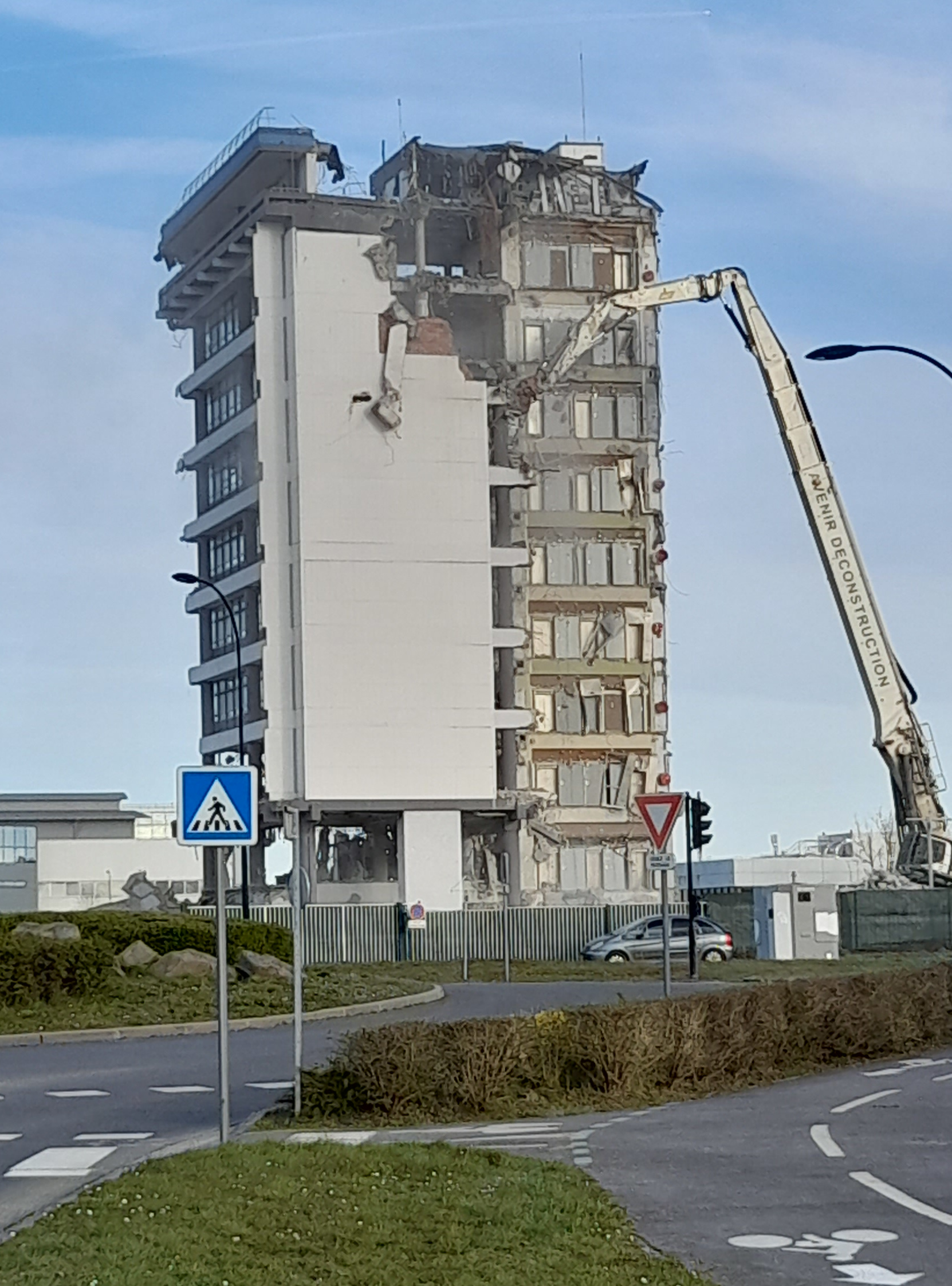
Démantèlement du site historique de Nozay-Villarceaux : tour de direction.

En mars 2025, le site historique d'Alcatel (Nozay-Villarceaux) est démantelé.

## Direction de l'entreprise
- Directeur général : Pierre-Gaël Chantereau (directeur général de Nokia en France)
- Directeur financier : Eric Decourchelle
- Chief Technology Officer (CTO) : Pierre Tournassoud (ex-Alcatel-Lucent)

## Conseil d'administration
- Président du conseil d'administration : Pierre-Gaël Chantereau (directeur général de Nokia en France)